# Ctenomys latro
Туко-туко крапчастий (Ctenomys latro) — вид гризунів родини тукотукових.

## Поширення
Зустрічається на північному заході Аргентини в провінціях Тукуман і Сальта. Населення виду сильно фрагментоване. Мешкає в посушливих районах з посухостійкою рослинність на висоті близько 600 м на м'яких, піщаних ґрунтах.

## Зовнішня морфологія
Забарвлення спини від світло коричневого до коричневого, мордочка та маківка темніші, живіт помітно блідіший. Позаду кожного з вух є бліді буро-жовті клаптики. Хвіст темно-коричневий зверху й блідий буро-жовтий збоку й знизу. Довжина голови й тіла: 153, хвіст: 64,2, довжина задніх лап: 26,7 мм.

## Загрози та збереження
Знаходиться під загрозою у зв'язку з розширенням сільськогосподарського виробництва. Заходи для захисту цього виду не вживаються.